# Метод силовых линий
Метод силовых линий применяется в механике твёрдого тела для отображения внутренних сил в теле, подверженному внешнему воздействию. Силовая линия представляет графически силу, действующую внутри тела на выбранных поверхностях.
Как правило, с помощью силовых линий отображают максимальные внутренние усилия и их направления.

## Построение силовых линий
Процедура построения силовых линий состоит из двух этапов , :
1) Выбор внутренних поверхностей. Например, можно выбрать поверхности, перпендикулярные главным максимальным напряжениям в каждой точке.
2) Интегрирование внутренних напряжений на выбранных поверхностях. Силовая линия отображается в центре площади. В анализе используется распределения напряжений, которые могут получены на основе известных теоретических ) или численных решений (Finite element method).
Исследователь выбирает сам величину отображаемых силовых линий и границу от которой начинается их построение.

Рис. 1. Силовые линии в пластине с круглым отверстием.
Рис. 2. Силовые линии в пластине с центральной трещиной.
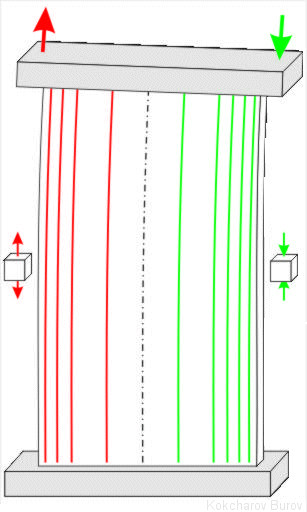
Рис. 3. Силовые линии в балке при чистом изгибе.

Рис. 1 показывает пример распределения силовых линий в пластине с круглым отверстием при растяжении. Силовые линии концентрируются возле отверстия. Визуализация силовых линий помогает провести качественный анализ концентрации напряжений stress concentration.
Рис. 2 показывает пример распределения силовых линий в пластине с центральной трещиной при растяжении. Трещина является наиболее опасным концентратором напряжений: интенсивность силовых линий максимальна в вершинах трещины. (см. Fracture mechanics).
Рис. 3 показывает случай распределение силовых линий при чистом изгибе. Силовые линии отсутствуют на нейтральной оси балки. Концентрация растягивающих и сжимающих силовых линий больше на краях балки.

## Практическое использование

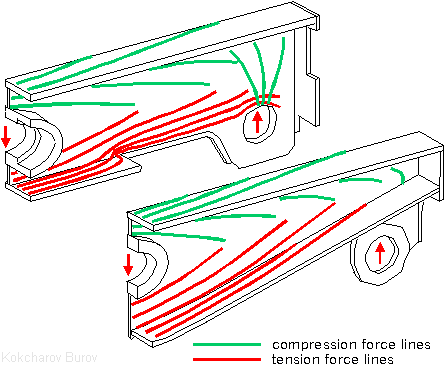
Рис. 4. Анализ распределения силовых линий помогает оптимизировать конструкцию балансира мостового крана (показана 1/4 часть конструкции).

Построение силовых линий используется для
1) анализа концентрации напряжений (Рис. 1 и Рис. 2): силовые линии более плотные в вершинах концентраторов напряжений .
2) оптимизации конструкций: анализ позволяет выявить зоны, где требуется усиление конструкции (например в зонах концентрации), и области, где существует нерациональное использование конструкционного материала.
Рис. 4 показывает 2 варианта конструкции до и после оптимизации. Распределение силовых линий более рационально во втором случае.
Визуализация силовых линий в большей степени является качественным методом, который является дополнительным к традиционным расчетам на прочность stress analysis.

## Внешние ссылки
- 100 Вопросов о Конструкционной Прочности и Концентрации Напряжений